# بان (اراک)
روستای بان (اراک)، یکی از روستاهای بخش قهره کهریز، شهر اراک در استان مرکزی ایران است

## جمعیت
این روستا در دهستان شمس‌آباد (اراک) قرار دارد و براساس سرشماری مرکز آمار ایران در سال ۱۳۸۵، جمعیت آن ۶۹۴ نفر (۱۸۸خانوار) بوده‌است.

## فاصله مرکز استان
روستای بان در فاصله‌ای نسبتاً نزدیک و 20 کیلومتری به مرکز استان مرکزی و شهر اراک واقع شده است که دسترسی بسیار خوبی به مرکز استان دارد.

## فرهنگ و آداب و رسوم
مردم این روستا به گویش ترکی و فارسی صحبت می‌کنند و آداب و رسوم محلی خاص خود را دارند. مراسم‌های سنتی  در این منطقه برگزار می‌شود و از اهمیت خاصی برخوردار است.

## اقتصاد
معیشت و درآمد اصلی ساکنان روستای بان معمولاً کشاورزی و دامداری و باغداری است. محصولاتی مانند گندم، جو، و انواع میوه‌ها در این منطقه کشت می‌شود و تشکیل دهنده درآمد اصلی اهالی روستا میباشد.

## جاذبه‌های گردشگری
طبیعت زیبا و مناظر طبیعی روستا می‌تواند برای گردشگران خارجی و ایرانی جذاب باشد. همچنین، وجود باغ‌ها و زمین‌های زراعی و طبیعتی زیبا و دلنواز، فضایی دلنشین را برای بازدیدکنندگان و گردشگران از این روستای زیبا را فراهم می‌کند.
روستای بان یکی از با سابقه ترین روستاهای بخش قهره کهریز شهر اراک میباشد و همواره یکی از مقاصد گردشگران تاریخی استان مرکزی می باشد که سالانه گردشگران زیادی را به این منطقه و روستا جذب میکند و همیشه زبان زد روستاهای تاریخی استان مرکزی میباشد.